# Priscilianismo
O priscilianismo foi uma doutrina cristã pregada por Prisciliano, no século IV, com base nos ideais de austeridade e pobreza. Desenvolvida na Península Ibérica (a Hispânia romana), derivada de doutrinas gnóstico-maniqueístas ensinadas por Marcus, um egípcio de Mênfis, e, mais tarde considerada uma heresia pela Igreja Católica. Foi condenada como heresia no Primeiro Concílio de Braga em 563. Anteriormente, foi discutida no Concílio de Toledo em 400.

## História
Após a execução de Prisciliano em 385, o movimento herético manteve-se em vigor durante ao menos dois séculos mais, como o demonstram os sucessivos concílios convocados para tratar o tema.
Imediatamente depois do processo de Tréveris, Magno Máximo, governador da Britannia, envia dois comissários a Hispânia para depurar as sedes episcopais de todo rasto de priscilianismo, iniciando-se uma cadeia de justiçamentos e deportações que acabaram por despertar as iras de setores da igreja oficial descontentes com o curso dos acontecimentos.
Martinho de Tours, Jerónimo de Estridão em Roma e Ambrósio de Milão representavam uma facção dentro do quadro de ortodoxos leais a Roma, que se opusera desde um princípio à ingerência imperial em assuntos eclesiásticos. São estes pais da Igreja, em especial Martinho, quem detêm o desproporcionado movimento itaciano, denominado assim pelo seu principal impulsionador, Itácio, o bispo de Ossónoba.
Em 388, Máximo foi derrotado e decapitado pelo imperador romano Teodósio, dos territórios Orientais, e a situação deu uma virada até o ponto de o próprio Itácio ser excomungado em 389 pela sua implicação direta no julgamento secular contra Prisciliano.
Naquele ano, segundo Sulpício Severo, vários discípulos viajam até Tréveris com a licença de Roma para exumar os restos do seu líder. À cabeça desta delegação encontrava-se Dictinio, autor de um dos poucos opúsculos priscilianistas dos quais se conhece a existência (embora não se conserve nenhum exemplar). Desse livro, intitulado Libra, conservam-se somente referências indiretas na obra de Santo Agostinho de Hipona Contra mendacium. Refere este autor que os priscilianistas consideram lícito mentir para proteger sua existência, até o ponto de que se recolhe um santo e senha mediante o que se reconhecem: Iura, periura, secretum prodere noli (Juramento de inviolabilidade dos segredos do grupo, ainda à custa de mentir).

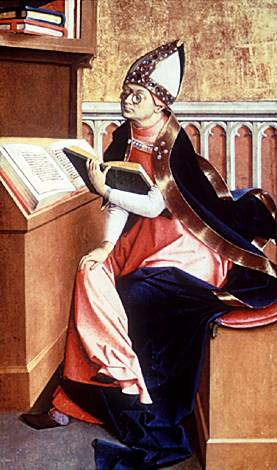
Agostinho de Hipona, um dos pais da igreja mais ativos contra o priscilianismo

Em 396, foi convocado um Concílio de Toledo no qual os seguidores de Prisciliano abjuraram das suas ideias e declararam abandonar os erros da seita, mas a constatação da sobrevivência de costumes priscilianistas (consagração da eucaristia com leite e uvas, jejum, a presença de clérigos com os cabelos longos) obrigou à celebração de um novo concílio em Toletum em 400. Neste sínodo assegura-se que onze dos doze bispos da Galécia eram priscilianistas, incluindo Paterno de Braga. O único bispo não priscilianista era o da diocese de Britônia, britónicos acolhidos pelos galaicos (entre os séculos IV e V milhares de celtas da província romana de Britânia sob comando do bispo Maeloc cruzam a Armórica, na Gália, e a Galécia, fundando a província-bispado de Britônia. Um par de séculos depois será também um monge britónico, Pelágio da Bretanha, o que anuncia a descoberta da tumba do apóstolo Santiago). As atas desse concílio recolhem o testemunho de abjuração da sua heresia de Simpósio, seu filho Dictinio e o presbítero Comásio.
Após a morte de Máximo, Teodósio foi proclamado imperador de Oriente e Ocidente, mas sua morte em 395 deixa de novo o império dividido entre seus dois filhos. Ao maior, Arcádio, corresponderam os territórios orientais e ao novo Honório, com apenas onze anos, o império ocidental, tutelado por Estilicão.
O movimento priscilianista foi-se transformando neste tempo numa sociedade secreta, que detinha suficiente poder no noroeste peninsular para que o papa Papa Inocêncio I decretasse a Regula fidei contra ones hereses, maxime contra Priscillianistas, em 404. Entre as filas do movimento priscilianista alguns autores incluíram Baquiário, um monge itinerante de finais do século IV, e Egéria, autora da primeira crônica de viagens à Terra Santa do cristianismo escrita por uma mulher.
Em 409, Honório definiu sua política contra o movimento priscilianista, condenando os seus seguidores a perder seus bens e direitos civis, chegando a impor multas aos funcionário públicos civis remissos a perseguir a heresia.
Foi o ano em que os bárbaros se espalharam pelo império, e o priscilianismo sobreviveu no noroeste peninsular, sobretudo no rural, ao amparo da confusão. Em meados do século V, Santo Toríbio, bispo de Astorga, tratou de arrebatar de mãos dos fiéis todos os livros priscilianistas e, compreendendo que ainda este remédio fosse ineficaz, remitiu ao papa Leão I o Communitorium, enumeração dos erros consignados nos livros apócrifos, e o Libellus, no qual refutava o priscilianismo. São Leão aconselhou a celebração de um concílio nacional, ou, se isto era impossível pelo estado de guerra em que ardia a Península, um sínodo de bispos galaicos. Foi convocado o sínodo de Aquis Caelenis (atual Caldas de Reis), onde os heterodoxos, ainda aparentando admitir a Assertio fidei, perseveraram nos seus doutrinas e práticas, até meados do século VI.
Finalmente o primeiro Concílio de Braga (561) voltou a fazer referência ao problema, condenando em sete dos seus dezessete cânones as proposições priscilianistas. O segundo concílio de Braga, celebrado vários anos depois, ainda reflete nas suas atas alusões à seita, e mesmo aparece uma alusão no IV Concílio de Toledo (683) no qual é condeado, como sinal priscilianista, o "delirante pecado" de não se cortar o cabelo dos cléricos galegos.

## Corpus ideológico do priscilianismo
Prisciliano fundou uma escola ascética, rigorista, de talante libertário, precursora do movimento monacal, inspirada na tradição gnóstica, e oposta à crescente opulência da hierarquia eclesiástica imperante no século IV. Os aspetos mais polêmicos, em questões formais, são a nomeação de "mestres" ou "doutores" a laicos, a presença de mulheres nas reuniões de leitura e seu marcado caráter ascético.
As fontes principais que informam da particular liturgia do priscilianismo são os cânones promulgados nos sucessivos concílios. No Concílio de Caesaraugusta de 380, por exemplo, faz-se referência a costumes indesejáveis como "mulheres que assistem a leituras da Bíblia em casas de homens com quem não têm parentesco; o jejum dominical e a ausência das igrejas durante a quaresma; a recepção das espécies eucarísticas na igreja sem as consumir de imediato; o apartamento em celas e retiros nas montanhas; andar descalços (nudis pedibus incedere)".

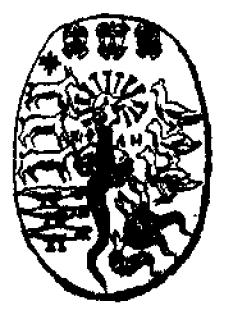
As Pedras de Abraxas com simbologia priscilianista, como galos, remetem à influência gnóstica do movimento.

Intentou a reforma do clero através do celibato e a pobreza voluntária, e posteriormente ampliou a reforma a todos os fiéis. Seu caráter maniqueu (dualismo alma-corpo, a primeira divina, o segundo mortal e, portanto, corrupto) leva o estabelecimento de um ascetismo difícil de praticar, sentando assim as bases (de maneira parecida à heresia donatista) do caminho de perfeição cátaro: uma moral mais laxa para os fiéis e outra mais estrita para os "perfeitos".
Advogou pela interpretação pessoal dos textos evangélicos, concebendo o princípio do livre exame. Exigiu que a Igreja voltasse a ligar-se com os pobres. Enfatizou o estudo dos símbolos e a superação do literalismo na interpretação da Bíblia. Não é fácil separar as asserções genuínas de Prisciliano das atribuídas a ele pelos seus inimigos, nem das quais posteriormente fizeram grupos que fossem etiquetados como "priscilianistas". O fato é que, para conseguir a sua condenação, foi acusado de usar magia (delito castigado pela lei romana), de reuniões noturnas com mulheres, gnosticismo e maniqueísmo, e posteriormente de negar que as três pessoas de Deus fossem diferentes e com isso negar o mistério da Trindade. Seu pensamento real ou suposto é chamado priscilianismo.
As suas reuniões, frequentemente noturnas, em florestas, covas ou em casas afastadas das cidades, e com a dança como uma parte importante da liturgia, incluíam tanto a homens como a mulheres. Substituiu a consagração oficial com pão e vinho por leite e uvas; acolheu as mulheres e os escravos nas sessões de leitura de textos evangélicos (incluindo apócrifos) e incorporou o conceito do emanatismo: a alma "surge" de uma espécie de armazém e deve descer até o mundo terrenal, onde é inevitavelmente corrompida pelo maligno. Esta origem divina da alma, junto com a concepção sabeliana do dogma da trindade, são os principais motivos de controvérsia teológica com os setores mais ortodoxos da Igreja.
| “ | Quero desamarrar e quero ser desamarrado. Quero salvar e quero ser salvo. Quero ser engendrado. Quero cantar; cantai todos. Quero chorar: batei nos vossos peitos. Quero enfeitar e quero ser enfeitado. Sou lâmpada para ti, que me vês. Sou porta para ti, que chamas a ela. Tu vês o que faço. Não o menciones A palavra enganou a todos, mas eu não fui totalmente enganado. | ” |
|   | — Hino a Jesus Cristo, de forte inspiração gnóstica, Atribuído a Prisciliano.. |   |